# 朗默尔
朗默尔（法語：Lanmeur，法語發音：[lɑ̃mœʁ]）是法国菲尼斯泰尔省的一个市镇，位于该省东北部，属于莫尔莱区。

## 地理
朗默尔（48°38'50"N, 3°42'55"W）面积26.47 平方千米，位于法国布列塔尼大區菲尼斯泰尔省，该省份为法国最西部的省份，位于布列塔尼半岛西部，北西南三面环大西洋，东临阿摩尔滨海省和莫尔比昂省。
与朗默尔接壤的市镇（或旧市镇、城区）包括：圣让迪杜瓦、加尔朗、吉梅克、普卢埃加特盖朗、普卢伊尼欧。

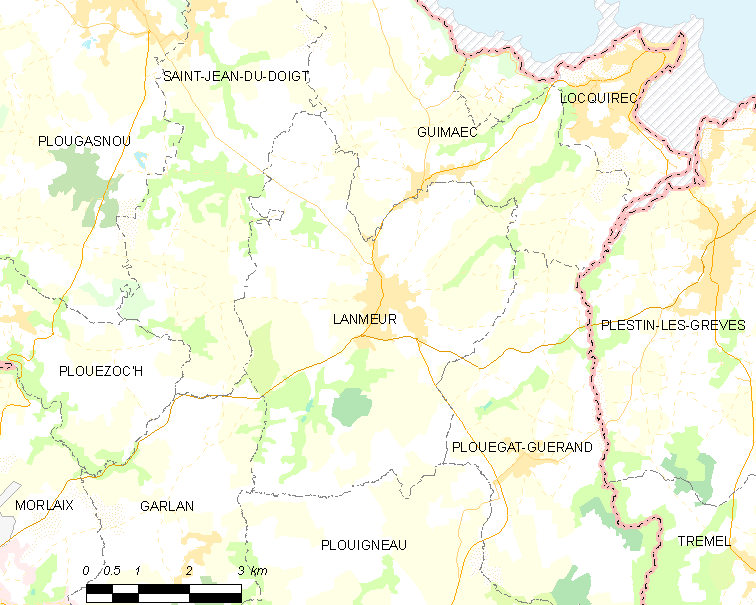
朗默尔的OSM定位图

朗默尔的时区为UTC+01:00、UTC+02:00（夏令时）。

## 行政
朗默尔的邮政编码为29620，INSEE市镇编码为29113。

## 政治
朗默尔所属的省级选区为普卢伊尼欧县。

## 人口

1962-2008年间朗默尔人口变化图示

朗默尔于2022年1月1日时的人口数量为2367人。